# ريتشارد كايسيدو
ريتشارد كايسيدو هو لاعب كرة قدم إكوادوري في مركز الهجوم، ولد في 23 ديسمبر 1992 في غواياكيل في الإكوادور. لعب مع ديسبورتيفو تروفينسي.

## وصلات خارجية
- ريتشارد كايسيدو على موقع قاعدة بيانات كرة القدم.إي يو (الإنجليزية)
- ريتشارد كايسيدو على موقع Soccerway.com (الإنجليزية)